# Stuart Newman
Stuart Alan Newman (* 4 de abril de 1945 en Nueva York) es profesor de biología celular y anatomía en el Colegio Médico de Nueva York, en Valhalla. Newman se licenció en la Universidad de Columbia en 1965 y se doctoró en física química en la Universidad de Chicago en 1970. Realizó sus estudios postdoctorales en el Departamento de Biología Teórica de esta misma universidad y en la Escuela de Ciencias Biológicas de la Universidad de Sussex. 

## Obra
El trabajo de Stuart Newman está focalizado en tres áreas de investigación: los mecanismos celulares y moleculares del desarrollo de las extremidades de los vertebrados, los mecanismos físicos de la morfogénesis y los mecanismos de la evolución morfológica. 
El trabajo de Newman en biología del desarrollo incluye la propuesta de un mecanismo para la modelación del esqueleto de las extremidades de los vertebrados basada en la autoorganización de los tejidos embrionarios. Asimismo, ha propuesto un modelo físico para la morfogénesis de los tejidos mesenquimatosos. 
Junto con el biólogo evolutivo Gerd B. Müller, Newman es coeditor del libro Origination of Organismal Form (MIT Press, 2003), una colección de artículos escritos por varios investigadores sobre los mecanismos generativos que podrían haber estado implicados en la génesis de distintas formas orgánicas durante el Ediacariano y la explosión cámbrica. Los factores epigenéticos reciben aquí una especial atención: determinantes físicos y parámetros ambientales pudieron haber conducido a la emergencia espontánea de planes corporales durante un período en el que los organismos multicelulares tenían morfologías relativamente plásticas. 